# Fuenlabrada
Fuenlabrada ist eine Stadt in Spanien. Sie liegt in der Autonomen Gemeinschaft Madrid und in der Metropolregion Madrid, etwa 20 km südlich der spanischen Hauptstadt. Die Stadt hat 190.790 Einwohner (Stand: 2024) und eine sehr junge Bevölkerungsstruktur. Fuenlabrada ist wie das Städtesystem südlich von Madrid seit den 1970er Jahren stark gewachsen und von einem 2.000-Einwohner-Dorf zur Satelliten-Großstadt geworden. In Fuenlabrada befindet sich ein Campus der Universität Rey Juan Carlos.

## Geschichte
Der Ortsname Fuenlabrada leitet sich vom spanischen fuente labrada (in etwa bearbeitete Quelle) ab. Ältestes Zeugnis der Ortschaft, deren Gründung auf das 14. Jahrhundert datiert wird, ist eine Liste der Preise für Weizen, Mehl und Brot aus dem Jahr 1571.
In den 1940er Jahren zählte der Ort knapp 2800 Einwohner, 1985 war der Ort mit 117.000 Einwohnern zu einer Großstadt herangewachsen.

## Verkehr

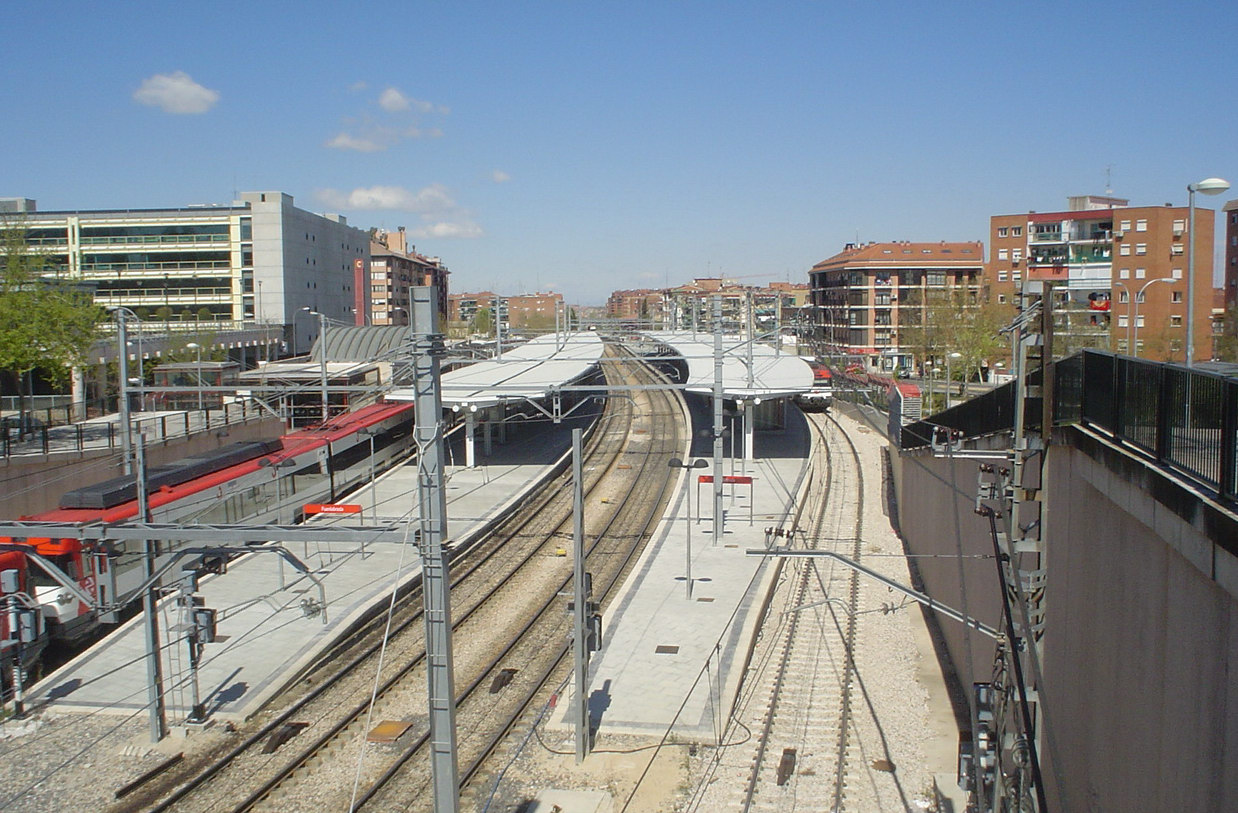
Bahnhof Fuenlabrada

Fuenlabrada besitzt zwei Stationen an der Linie C-5 der Cercanías Madrid, Fuenlabrada und La Serna. An der Bahnstation Fuenlabrada besteht eine Umsteigemöglichkeit zur Station Fuenlabrada Central an der 2003 eröffneten Linie 12 der Metro Madrid, die in Fuenlabrada mit Loranca, Hospital de Fuenlabrada, Parque Europa und Parque de los Estados vier weitere Halte auf dem Stadtgebiet von Fuenlabrada bedient.

## Sport
Der Basketballverein Baloncesto Fuenlabrada ist seit Jahren fester Bestandteil der Liga ACB, der höchsten spanischen Basketballliga. Der Fußballverein CF Fuenlabrada trat in der Saison 2019/20 erstmals in der zweitklassigen Segunda División an.

## Städtepartnerschaften
- Joal-Fadiouth, Senegal[5]
- San Juan del Río Coco, Nicaragua (seit 1988)[6]

## Söhne und Töchter der Stadt
- Fernando Torres (* 1984), Fußballspieler
- Roberto Jiménez Gago (* 1986), Fußballspieler
- Damián Cáceres (* 2003), Fußballspieler